# Blauw-Wit in het seizoen 1971/72
Het seizoen 1971/1972 was het 18e en laatste jaar in het bestaan van de Amsterdamse betaaldvoetbalclub Blauw-Wit. Aan het eind van het seizoen fuseerde de club met DWS tot FC Amsterdam. De club kwam uit in de Nederlandse Eerste divisie en eindigde daarin op de 12e plaats. Tevens deed de club mee aan het toernooi om de KNVB beker, hierin werd de club in de eerste ronde uitgeschakeld door Feyenoord (0–3).

## Wedstrijdstatistieken

### Eerste divisie
|       | AZ '67 | SC Cambuur | D.F.C. | Eindhoven | Fortuna Vlaardingen | Fortuna SC | De Graafschap | Haarlem | Heerenveen | Helmond Sport | Heracles | HVC   | PEC Zwolle | Roda JC | SVV   | Veendam | De Volewijckers | FC VVV | Wageningen | Willem II |
| ----- | ------ | ---------- | ------ | --------- | ------------------- | ---------- | ------------- | ------- | ---------- | ------------- | -------- | ----- | ---------- | ------- | ----- | ------- | --------------- | ------ | ---------- | --------- |
| Thuis | 2 – 0  | 1 – 0      | 1 – 0  | 0 – 0     | 3 – 3               | 1 – 1      | 2 – 2         | 1 – 6   | 0 – 0      | 2 – 0         | 2 – 1    | 0 – 2 | 0 – 1      | 2 – 1   | 2 – 1 | 3 – 0   | 2 – 0           | 1 – 2  | 1 – 0      | 0 – 0     |
| Uit   | 2 – 1  | 0 – 1      | 0 – 1  | 4 – 1     | 1 – 0               | 1 – 1      | 1 – 0         | 2 – 0   | 1 – 0      | 1 – 0         | 1 – 0    | 2 – 0 | 1 – 0      | 2 – 0   | 2 – 3 | 0 – 1   | 0 – 0           | 0 – 0  | 3 – 2      | 0 – 0     |

### KNVB beker
| 1e ronde                                            | Feyenoord                                    | 3 – 0 (1 – 0) | Blauw-Wit |
| 9 januari 1972 Plaats: Rotterdam Stadion Feijenoord | Hans Posthumus 27', 55' Matthias Maiwald 75' |               |           |

## Statistieken Blauw-Wit 1971/1972

### Eindstand Blauw-Wit in de Nederlandse Eerste divisie 1971 / 1972
| Stand | Gespeeld | Gewonnen | Gelijk | Verloren | Punten | Doelpunten voor | Doelpunten tegen |
| ----- | -------- | -------- | ------ | -------- | ------ | --------------- | ---------------- |
| 12e   | 40       | 14       | 10     | 16       | 38     | 37              | 44               |

### Topscorers
| #      | Naam               | Goal |
| ------ | ------------------ | ---- |
| 1.     | Gerrit Kramer      | 7    |
| 2.     | Frank Kramer       | 5    |
| 3.     | Sedney Sumter      | 4    |
| 4.     | Rob Bosdijk        | 3    |
| 4.     | Iwan Fränkel       | 3    |
| 6.     | Theo Buijs         | 2    |
| 6.     | Theo Cornwall      | 2    |
| 6.     | Jan van Meeteren   | 2    |
| 6.     | Ab Schonewille     | 2    |
| 10.    | Jan Fransz         | 1    |
| 10.    | Dick Meijer        | 1    |
| 10.    | Bennie Muller      | 1    |
| 10.    | Hennie van Nee     | 1    |
| 10.    | Henk van Ramselaar | 1    |
| 10.    | Ron van 't Schip   | 1    |
| 10.    | Piet de Waal       | 1    |
| Totaal | Totaal             | 37   |

| #      | Naam        | Goal |
| ------ | ----------- | ---- |
| –      | Geen speler | 0    |
| Totaal | Totaal      | 0    |